# Millville (Iowa)
Millville és una població dels Estats Units a l'estat d'Iowa. Segons el cens del 2000 tenia 23 habitants.

## Demografia
Segons el cens del 2000, Millville tenia 23 habitants, 10 habitatges, i 8 famílies. La densitat de població era de 126,9 habitants/km².
Dels 10 habitatges en un 20% hi vivien nens de menys de 18 anys, en un 80% hi vivien parelles casades, en un 0% dones solteres, i en un 20% no eren unitats familiars. En el 20% dels habitatges hi vivien persones soles el 20% de les quals corresponia a persones de 65 anys o més que vivien soles. El nombre mitjà de persones vivint en cada habitatge era de 2,3 i el nombre mitjà de persones que vivien en cada família era de 2,63.
Per edats la població es repartia de la següent manera: un 21,7% tenia menys de 18 anys, un 0% entre 18 i 24, un 17,4% entre 25 i 44, un 34,8% de 45 a 60 i un 26,1% 65 anys o més.
L'edat mediana era de 56 anys. Per cada 100 dones de 18 o més anys hi havia 100 homes.
La renda mediana per habitatge era de 29.583 $ i la renda mediana per família de 29.583 $. Els homes tenien una renda mediana de 6.250 $ mentre que les dones 27.500 $. La renda per capita de la població era de 14.378 $. Cap de les famílies estaven per davall del llindar de pobresa.

## Poblacions més properes
El següent diagrama mostra les poblacions més properes.